# Wola Różaniecka (gmina)
Wola Różaniecka – dawna gmina wiejska istniejąca w latach 1866–1954 w woj. lubelskim. Gmina obejmowała obszar wiejski obecnej gminy Tarnogród. Siedzibą gminy była Wola Różaniecka.
Gmina Wola Różaniecka została utworzona w powiecie biłgorajskim guberni lubelskiej wraz z powołaniem w Królestwie Polskim nowożytnego systemu gmin zbiorowych w latach 1859–1867. 
W 1878 gmina podlegała sądowi gminnemu okręgu III w Tarnogrodzie a jej siedziba znajdowała się w Różańcu. W skład gminy wchodziły miejscowości Bolesławin, folwark Jamieńszczyzna, Luchów Dolny, Luchów Górny, Różaniec, Różaniecka Wola i Zagrody. Miała 14148 mórg obszaru i liczyła 4308 mieszkańców. Była gminą przygraniczną z austriacką Galicją. W latach 1912–1915 wchodziła w skład guberni chełmskiej; po zajęciu Lubelszczyzny przez Austro-Węgry przywrócono poprzedni podział administracyjny. 
W 1919 gmina weszła w skład w woj. lubelskiego. Do 1939 była jednostką samorządu terytorialnego, pełniącą również funkcje administracyjne zlecone przez państwo. 
Według stanu na 30 września 1921 gmina Wola Różaniecka obejmowała miejscowości Bolesławin, Jamieńszczyzna, Luchowska Słoboda, Luchów, Luchów Dolny, Luchów Górny, Pustki (Kolonia Różaniecka), Różaniec, Różaniec Główny i Różaniecka Wola. Gmina liczyła 4.774 mieszkańców. 
Podczas okupacji gmina należała do dystryktu lubelskiego (w Generalnym Gubernatorstwie). Okupanci do gminy Wola Różaniecka przyłączyli gromadę Majdan Sieniawski z dotychczasowej Adamówka z powiatu jarosławskiego (przed wojną w woj. lwowskim); w latach 1940-42 gromadę tę nazywano Osówka Górna.
Po wyzwoleniu powołano do życia Radę Narodową w Woli Różanieckiej na mocy statutu z dnia 1 stycznia 1944. Według stanu na 1 lipca 1952 gmina Wola Różaniecka składała się z 5 gromad: Luchów Dolny, Luchów Górny, Różaniec część I, Różaniec część II i Wola Różaniecka. 
Gmina Wola Różaniecka została zniesiona 29 września 1954 wraz z reformą wprowadzającą gromady w miejsce gmin. Na obszarze dawnej gminy Wola Różaniecka utworzono gromady Luchów Górny i Wola Różaniecka. 1 lipca 1960 zniesiono gromadę Luchów Dolny, a jej obszar przyłączono do gromady Wola Różaniecka. 1 lipca 1971 obszar dawnej gminy Wola Różaniecka obejmowała już tylko gromada Wola Różaniecka. 
W kolejnej reformie administracyjnej 1 stycznia 1973 gmina Wola Różaniecka nie została odtworzona. Z jej obszaru utworzono gminę Tarnogród, obejmującą również miasto Tarnogród, które do 1954 stanowiło oddzielną gminę Tarnogród, składającą się z samego Tarnogrodu (wówczas tzw. osady miejskiej).